# Siderop
El siderop (Siderops) és un gènere extint d'amfibi temnospòndil que va viure al Juràssic inferior.